# 17 Etudes-tableaux op. 33 & 39 (Rachmaninow)
Die Études-Tableaux (Bilder-Etüden, russisch Этюды-картины) sind eine von Sergei Rachmaninow geschaffene Gattung, bei der es um die Verschmelzung der Konzertetüde mit technischer und virtuos-effektvoller Komponente mit der Tondichtung für Klavier geht.

## Hintergrund
Der Komponist hat zwar auf programmatische Hinweise oder Untertitel verzichtet, vielleicht aus dem Wunsch heraus, die Phantasie von Interpreten und Zuhörern für immer auf die Probe zu stellen, doch als Sergei Kussewizki vorschlug, einige der Stücke Respighi zur Orchestrierung zu überlassen, willigte Rachmaninow gerne ein und offenbarte Respighi in einem Brief einige seiner Inspirationsgeheimnisse:

„Erlauben sie mir, Maître, Ihnen die geheimen Erklärungen ihres Komponisten zu geben? Gewiss werden sie den Charakter dieser Stücke verständlicher machen und Ihnen helfen, die erforderlichen Farben für die Orchestrierung zu finden […] Die erste Etüde in a-moll [op 39/2] stellt die See und Seemöwen dar. Die zweite a-moll-Etüde [op 39/6] wurde durch die Geschichte von Rotkäppchen und dem Wolf inspiriert. Die Etüde in D-dur [gemeint ist Es-Dur op 33/7] ist eine Jahrmarktszene, [op 39/9] einem orientalischen Marsch ähnelnd …“

Respighi überschrieb die Werke entsprechend „Das Meer und die Möwen“ (op 39/2), „Der Jahrmarkt“ (op 33/7), „Trauermarsch“ (op 39/7), „Rotkäppchen und der Wolf“ (op 39/6), „Marsch“ (op 39/9). 2017 wurden diese von Dirk Mommertz für Klavierquartett bearbeitet.

## Aufbau
Die insgesamt 17 Etüden sind auf zwei Zyklen aufgeteilt:
- 8 Études-Tableaux op. 33.
  - Nr. 1 f-Moll: Allegro non troppo
  - Nr. 2 C-Dur: Allegro
  - Nr. 3 c-Moll: Grave
  - Nr. 4 d-Moll: Moderato
  - Nr. 5 es-Moll: Non Allegro - Presto
  - Nr. 6 Es-Dur: Allegro con fuoco
  - Nr. 7 g-Moll: Moderato
  - Nr. 8 cis-Moll: Grave
- 9 Études-Tableaux op. 39
  - Nr. 1 c-Moll: Allegro agitato
  - Nr. 2 a-Moll: Lento assai
  - Nr. 3 fis-Moll: Allegro molto
  - Nr. 4 h-Moll: Allegro assai
  - Nr. 5 es-Moll: Appassionato
  - Nr. 6 a-Moll: Allegro
  - Nr. 7 c-Moll: Lento
  - Nr. 8 d-Moll: Allegro moderato
  - Nr. 9 D-Dur: Allegro moderato, Tempo di Marcia

### Études-Tableaux op. 33
Ursprünglich waren 9 Etüden in Einzelveröffentlichung geplant. Die Nummern 3 bis 5 erschienen aber bei der Erstveröffentlichung 1914 beim Verlag Gutheil nicht. Nummer 4 wurde von Rachmaninow dann als op. 39/6 verwendet. Nummer 3 und 5 wurden 1947 aufgefunden und 1948 vom Russischen Staatsverlag herausgegeben.
Boosey & Hawkes als Gutheil-Nachfolger gibt seit 1969 die Etüden op. 33 einschließlich der Nummern 3 und 5 heraus. Die Zählung des Verlages entspricht der ursprünglich vorgesehenen mit 9 Etüden, so dass die 8 Etüden als op 33/1–3 und 5–9 bezeichnet sind. Denn op. 33/4 wurde ja bereits als op. 39/6 veröffentlicht.
Gelegentlich wird in Angaben der Opuszahl auch entgegen der Zählung des Verlages die Lücke geschlossen, so dass die Nr. 5–9 auf 4–8 vorrücken. Auch die Zählung nach der Erstveröffentlichung als Nr. 1–6 (entspricht Nr. 1–2 und 6–9 der offiziellen Zählung) ist noch vereinzelt anzutreffen, die so fehlenden zwei Etüden Nr. 3 und 5 werden dann als op. posth. geführt. Die zu Rachmaninows Lebzeiten zurückgezogene Etüde op. 33/3 enthält ab Takt 20 eine 9-taktige Passage, die Rachmaninow im Orchestersatz des langsamen Satzes des 4. Klavierkonzert, Ziffer 39, wiederverwendete.

## Auswahldiskografie
- opp. 33 & 39 komplett: Vladimir Ashkenazy (Decca Records)
- op. 33/2&7; op 39/4&6: Sergej Rachmaninow (RCA Records, Telarc)
- op. 33/2&6; op 39/9: Vladimir Horowitz (Sony)
- op. 33/5, 6, 9; op 39/1–4, 7, 9: Swjatoslaw Richter (Olympia, alto)
- op. 33/1&7; 39/4&7: Zoltán Kocsis (Philips, Hungaroton)
- op. 39/3&5: Andrej Gawrilow (EMI)
- op. 39/5: Emil Gilels (Brilliant Classics)